# 浅利鶴雄
浅利 鶴雄（あさり つるお、1899年10月29日 - 1980年4月15日）は、東京府出身の演劇プロデューサー、俳優である。

## 来歴

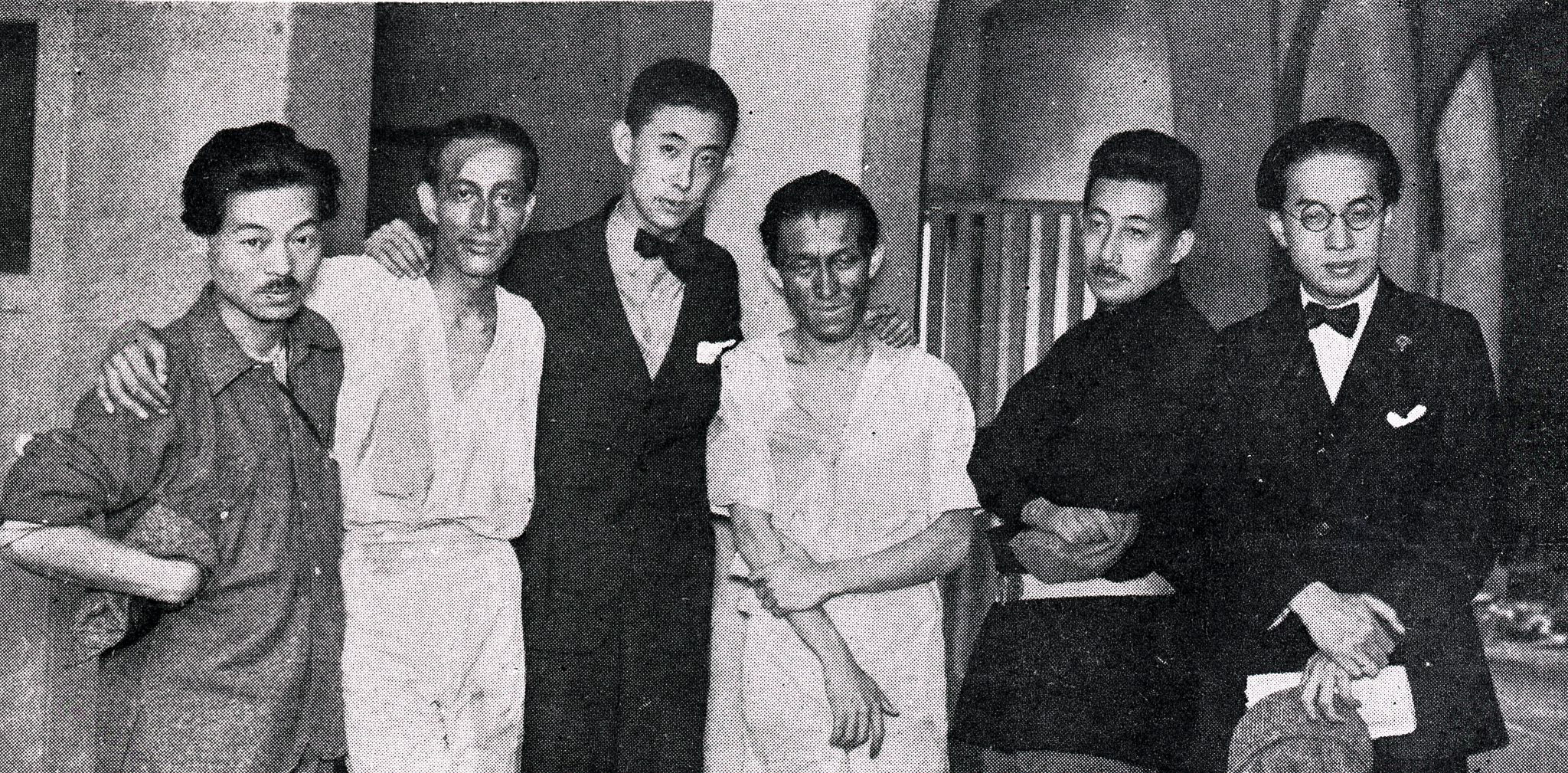
設立時の築地小劇場同人。
左から和田精、汐見洋、浅利鶴雄、友田恭助、小山内薫 、土方与志

明治中学を経て、1922年（大正11年）、慶應義塾大学部理財科（現・経済学部）卒業。1924年（大正13年）、小山内薫、友田恭助、和田精、汐見洋、土方与志とともに新劇の専門劇場である築地小劇場を創立。後に松竹に移り、俳優として「三田英児」の名でサイレント映画に出演。松竹では社長秘書などの他、プロデューサーを務め、2代目左団次が行った歌舞伎界初のソ連公演には秘書として参加。また、戦前・戦後を通し一時代を築いた浅草国際劇場の初代支配人に就任し、こけら落としではチャップリンを招聘。松竹歌劇団の育ての親のひとりとも言われた。

## 家族・親族
浅利家
- 母・浅利たけ[3]。ふく助という名の芸妓で、政治家大岡育造の側室として大岡龍男（俳人、三省堂、NHK社員、1892年生）をもうけ、その後、実業家の小林八郎との間にも男児をもうけた[4][5][6]。たけの孫に七尾伶子がいる[4]。
- 妻・フサエ（東京、田辺元三郎の姉）[7]

1907年 -
- 息子・慶太（劇団四季代表）

1933年 - 2018年
親戚
- 二代目市川左團次（母の妹の夫）
- 田辺元三郎[7]（旧・東京田辺製薬元会長）